# Decanter

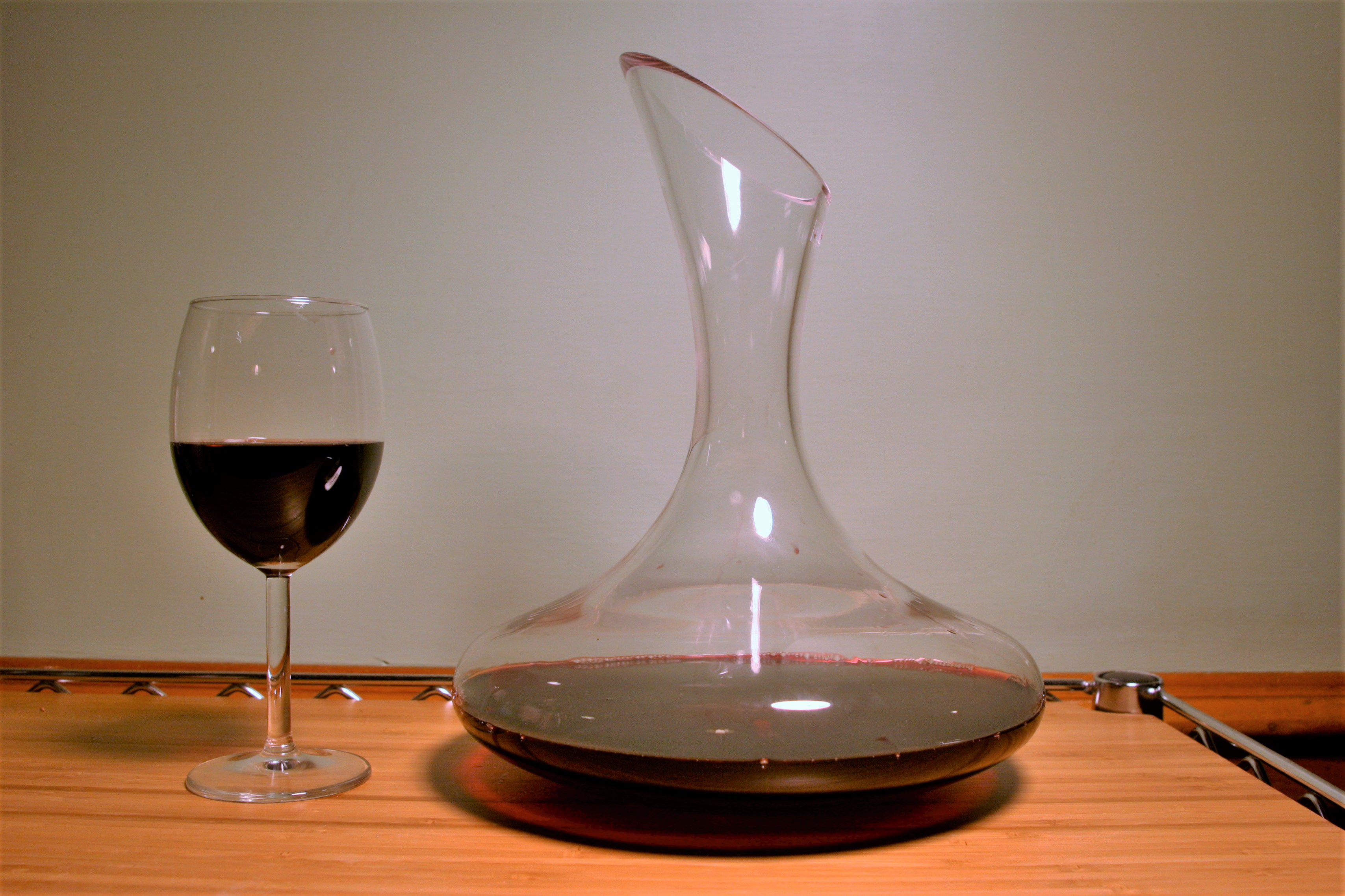
Decanter

Il decanter è uno speciale contenitore simile ad un'ampolla in vetro o cristallo trasparente, dedito alla decantazione del vino o di altre bevande alcoliche. Attraverso la sua particolare forma allargata nel fondo e stretta nel collo permette a tutti quei vini datati o che lo necessitano, di ossigenarsi e di sviluppare così nel modo migliore il bouquet aromatico.

## Vino e olio
Dato il suo utilizzo iniziale, ovvero di decantare quindi separare per differenza di peso specifico sostanze grazie alla forza di gravità, si definisce in gergo comune decanter anche l'estrattore centrifugo che opera l'estrazione (in termini di separazione centrifuga per differente densità specifica) del vino o dell'olio di oliva e di molti altri elementi.
Si tratta di una macchina ben più complessa dell'originale decanter, caratterizzata anche da un elevato livello tecnologico. Nel decanter, un tamburo ruota ad elevata velocità (es: 3000 RPM), provocando la disposizione in strati degli elementi con diverso peso specifico ed al suo interno, una coclea avente una velocità relativa rispetto al tamburo di alcune decine di RPM, che spinge la parte solida all'esterno.
Diverse sono le modalità di separazione tra liquidi e solidi, diverse le tipologie di decanter.